# فلاديسلاف أنتونوف
فلاديسلاف أنتونوف (بالروسية: Антонов, Владислав Николаевич)‏ هو متسابق على الجليد بمزلاجة روسي، ولد في 21 سبتمبر 1991 في كراسنويارسك في روسيا.

## وصلات خارجية
- فلاديسلاف أنتونوف على موقع FIL (الإنجليزية)
- فلاديسلاف أنتونوف على موقع اللجنة الأولمبية الدولية (الإنجليزية)
- فلاديسلاف أنتونوف على موقع أوليمبيديا (الإنجليزية)